# 霍利斯鎮區 (伊利諾伊州皮奧里亞縣)
霍利斯鎮區（英語：Hollis Township）是位於美國伊利諾伊州皮奧里亞縣的一個行政鎮區。

## 地方資料
根據2010年美國人口普查的數據，霍利斯鎮區的面積為65.00平方千米，當中陸地面積為62.10平方千米，而水域面積為2.90平方千米。當地共有人口1881人，而人口密度為每平方千米28.94人。